# نفرکامین
نِفِرکامین با نامِ پادشاهیِ سنفرکا به گمانی یکی از فرعون‌های دودمان هشتم مصر در دوره نخست میانی مصر بوده است. تنها منبعی از مصر کهن که نام او را در بر دارد، فهرست پادشاهان ابیدوس است. او ۴۷امین نام پادشاهی قرار گرفته در این فهرست است. نام او به معنای «مین، کا را زینت بخشیده » می‌باشد. نام او در هیچ مدرک متاخر دیگری نیامده است.